# I liga paragwajska w piłce nożnej (1942)
Mistrzem Paragwaju został klub Club Nacional, natomiast wicemistrzem Paragwaju – Cerro Porteño.
Mistrzostwa rozegrano systemem każdy z każdym mecz i rewanż. Najlepszy w tabeli klub został mistrzem Paragwaju.
Z ligi nikt nie spadł i nikt nie awansował.

## Primera División
Po 15 kolejkach klub Club Guaraní prowadził mając na koncie 24 punkty i 4 punkty przewagi nad dwoma najgroźniejszymi konkurentami – Club Nacional i Cerro Porteño. Jednak w ostatnich trzech kolejkach zdobył tylko 1 punkt, podczas gdy dwaj najgroźniejsi rywale wygrali w tym czasie wszystkie swoje mecze.

### Wyniki
| Data             | Mecz                                      |
| ---------------- | ----------------------------------------- |
| 12 kwietnia 1942 | Club Nacional – Club River Plate 2:4      |
| 19 kwietnia 1942 | Sportivo Luqueño – Club Nacional 2:3      |
| 3 maja 1942      | Atlántida SC – Club Nacional 3:6          |
| 10 maja 1942     | Club Olimpia – Club Nacional 2:2          |
| 17 maja 1942     | Club Sol de América – Club Nacional 3:6   |
| 24 maja 1942     | Cerro Porteño – Club Nacional 3:3         |
| 31 maja 1942     | Club Nacional – Club Guaraní 3:5          |
| 12 czerwca 1942  | Club Nacional – Club Presidente Hayes 3:1 |
| 21 czerwca 1942  | Club Libertad – Club Nacional 1:2         |
| 5 lipca 1942     | Club Nacional – Club River Plate 6:2      |
| 12 lipca 1942    | Club Nacional – Sportivo Luqueño 4:2      |
| 19 lipca 1942    | Club Nacional – Atlántida SC 4:1          |
| 26 lipca 1942    | Club Nacional – Club Olimpia 4:1          |
| 2 sierpnia 1942  | Club Nacional – Club Sol de América 1:2   |
| 9 sierpnia 1942  | Club Nacional – Cerro Porteño 1:2         |
| 23 sierpnia 1942 | Club Guaraní – Club Nacional 1:3          |
| 30 sierpnia 1942 | Club Presidente Hayes – Club Nacional 0:7 |
| 6 września 1942  | Club Nacional – Club Libertad 4:1         |

### Tabela końcowa sezonu 1942
| Poz | Klub                  | Mecze | Zw | Rem | Por | Pkt | BrZd | BrStr |
| --- | --------------------- | ----- | -- | --- | --- | --- | ---- | ----- |
| 1   | Club Nacional         | 18    | 12 | 2   | 4   | 26  | 64   | 36    |
| 2   | Cerro Porteño         | 18    | 12 | 2   | 4   | 26  | 50   | 30    |
| 3   | Club Guaraní          | 18    | 11 | 3   | 4   | 25  | 43   | 26    |
| 4   | Club Olimpia          | 18    | 9  | 5   | 4   | 23  | 47   | 28    |
| 5   | Club Libertad         | 18    | 8  | 3   | 7   | 19  | 41   | 36    |
| 6   | Club Sol de América   | 18    | 5  | 7   | 6   | 17  | 33   | 35    |
| 7   | Sportivo Luqueño      | 18    | 5  | 2   | 11  | 12  | 30   | 42    |
| 8   | Club Presidente Hayes | 18    | ?  | ?   | ?   | 11  | ?    | ?     |
| 9   | Atlántida SC          | 18    | ?  | ?   | ?   | 11  | ?    | ?     |
| 10  | Club River Plate      | 18    | ?  | ?   | ?   | 10  | ?    | ?     |

Istnieje niezgodność co do dorobku klubu Sportivo Luqueño. Według tej drugiej wersji znany jest także dorobek ostatnich trzech w tabeli klubów.
| Poz | Klub                  | Mecze | Zw | Rem | Por | Pkt | BrZd | BrStr |
| --- | --------------------- | ----- | -- | --- | --- | --- | ---- | ----- |
| 7   | Sportivo Luqueño      | 18    | 5  | 2   | 11  | 12  | 42   | 30    |
| 8   | Club Presidente Hayes | 18    | 4  | 4   | 10  | 12  | 51   | 24    |
| 9   | Atlántida SC          | 18    | 5  | 3   | 10  | 13  | 40   | 58    |
| 10  | Club River Plate      | 18    | 3  | 2   | 13  | 8   | 29   | 29    |

W związku z jednakową liczbą punktów zdobytą przez dwa najlepsze w tabeli kluby konieczne było rozegranie meczów barażowych, decydujących o tytule mistrza Paragwaju.
| Mecz |
| --- |
| Club Nacional – Cerro Porteño 3:0 |
| Club Nacional – Cerro Porteño walkower dla klubu Nacional Cerro Porteño złożył protest w związku z tym, że w barwach klubu Club Nacional w pierwszym meczu wystąpił Arsenio Erico, który w tym czasie grał już w lidze argentyńskiej, w barwach klubu Independiente Buenos Aires. Orzekające w tej sprawie ciało o nazwie Tribunal de Penas stwierdziło, że regulamin zabrania piłkarzom gry w dwóch klubach tylko wtedy, gdy kluby te są paragwajskie i utrzymało w mocy wynik pierwszego spotkania. Wobec tego klub Cerro Porteño na znak protestu wycofał się z drugiego meczu. |

Mistrzem Paragwaju został klub Club Nacional.

## Klasyfikacja strzelców w sezonie 1942
| Gole | Piłkarz        | Klub          |
| ---- | -------------- | ------------- |
| 23   | Francisco Sosa | Cerro Porteño |